# Karl-Vorbrugg-Hütte
Die Karl-Vorbrugg-Hütte ist eine Schutzhütte der Sektion Brenztal des Deutschen Alpenvereins (DAV). Sie liegt auf der Schwäbischen Alb in Deutschland. Es handelt sich um eine bewirtschaftete Hütte, sie ist an den Wochenenden geöffnet, Samstag 15 Uhr bis Sonntag 18 Uhr, außer an Feiertagen.

## Geschichte
Die Sektion Brenztal wurde am 26. Januar 1949 in Heidenheim an der Brenz als Sektion Brenztal des Deutschen Alpenvereins (DAV) gegründet. Die sektionseigene Karl-Vorbrugg-Hütte in Steinenkirch wurde am 12. Oktober 1957 eingeweiht. Die Hütte wurde nach dem Vorsitzenden Karl Vorbrugg benannt.

## Lage
Die Karl-Vorbrugg-Hütte befindet sich bei Steinenkirch, einem Ortsteil von Böhmenkirch im Landkreis Göppingen.

## Zustieg
Die Hütte kann mit dem Auto angefahren werden, ein Parkplatz befindet sich etwa 100 m vor der Hütte, Kapazität ca. 15 PKWs.

## Hütten in der Nähe
- Schorndorfer Hütte, Selbstversorgerhütte (759 m ü. NHN)
- Kreuzberghütte, Selbstversorgerhütte (710 m ü. NHN)
- Forellenzucht Remsquelle, Jausenstation (535 m ü. NHN)
- Volkmarsberghütte und Aussichtsturm bei Oberkochen, (738 m ü. NHN)[3]

## Tourenmöglichkeiten
- Im Roggental, 11,3 km, 3,2 Std.
- Waldromantik-Tour, 12,8 km, 3,5 Std.
- Ravenstein-Runde, 8,1 km, 2 Std.
- Magentäle und Felsental, 12,7 km, 3,5 Std.
- Magentäle, Ravenstein und Mordloch, 14,5 km, 4,2 Std.[4]

## Klettermöglichkeiten
- Klettern auf der Schwäbischen Alb[5]
- Klettern in Böhmenkirch[6]

## Skitouren Langlauf
- Loipen in Böhmenkirch[7]

## Karten
- Geislingen an der Steige: Wanderkarte mit Radwegen, Blatt 56-539, 1:25.000, Amstetten, Bad Ditzenbach, Bad Überkingen Donzdorf, Eislingen/Fils, (NaturNavi Wanderkarte mit Radwegen 1:25.000) Landkarte – Gefaltete Karte ISBN 978-3960990444